# Ploceus melanogaster
El tejedor piquinegro (Ploceus melanogaster) es una especie de ave paseriforme de la familia Ploceidae. Está ampliamente distribuido en África, encontrándose en Burundi, Camerún, República Democrática del Congo, Guinea Ecuatorial, Kenia, Nigeria, Ruanda, Sudán, Tanzania y Uganda.

## Subespecies
Se reconocen las siguientes subespecies:
- Ploceus melanogaster melanogaster
- Ploceus melanogaster stephanophorus